# Gunther Theys
Gunther Theys (* 19. Mai 1965 in Diest) ist ein belgischer Metal-Sänger und Bassist. Er ist neben seiner Hauptband Ancient Rites in mehreren anderen Bands aktiv.

## Biografie
In den späten 1970ern/frühen 1980ern sang und spielte Theys Bass in mehreren Punk-, Hardcore- und Oi!-Bands, die aber nie über den Status einer Lokalband herauskamen.
1989 gründete Theys zusammen mit Freunden die Black-Metal-Gruppe Ancient Rites, deren einziges noch aktives Gründungsmitglied er blieb. Insgesamt nahm er mit der Gruppe bisher fünf Studioalben auf.
1995 gründete er die Gothic-Metal-Band Danse Macabre zusammen mit den griechischen Musikern Sotiris Vayenas (Septic Flesh) und George Zaharopoulos (Necromantia). Schon nach kurzer Zeit zerbrach das Line-up und man spielte mit wechselnden Musikern zusammen. Nach den beiden Alben Totentanz (1998, Mascot Records) und Eva (2002, Hammerheart Records) verließ Theys die Gruppe. Die EP Matters of the Heart entstand ohne seine Beteiligung. Das letzte Line-up ist heute unter dem Namen Satyrian aktiv.
1999 gründete Theys zusammen mit Freunden die Mittelalter-Rock-Gruppe Iron Clad, die 2002 das Album Lost in a Dream veröffentlichte. 2000 folgte die Gruppe Lion’s Pride, mit Mitgliedern von Iron Clad und später auch Ancient Rites. Die Gruppe spielt Oi!-Musik mit Einflüssen aus dem RAC.

## Ideologie
Gunther Theys verfügt über ein eurozentrisches, neurechtes Weltbild, das er mit seinen Gruppen auslebt. So arbeiteten sowohl Iron Clad, als auch Lion’s Pride mit rechtsextremen Gruppen zusammen. Insbesondere Lion’s Pride ist auf einigen Kompilationen aus dem Rechtsrock-Umfeld vertreten. So beteiligte sich die Gruppe an einer Benefiz-CD für den Skinhead-Club De Kastelein, der immer wieder auch rechtsextreme Gruppen wie Kampfzone und Steelcapped Strength (beide ebenfalls auf der Kompilation) auftreten ließen. Ebenso sind sie an einer Kompilation mit den Bands Faustrecht und Kommando Skin vertreten. Eine Split-DVD mit der rechtsextremen Musikgruppe Brigade M wurde am 29. Juli 2009 in Deutschland indiziert. Die DVD zeigt das komplette Live-Set von Lion’s Pride und den Abschiedsauftritt von Brigade M vor etwa 350 Nationalisten in Dussen (Nordbrabant) am 15. Oktober 2005. Der Auftritt war damit das größte Rechtsrock-Konzert in den Niederlanden.
In einem Interview mit der in Deutschland verbotenen Organisation Blood and Honour bezeichnete Theys die Gruppe als nationalistisch und patriotisch orientiert; er selbst sehe sich als weltoffene, historisch interessierte Persönlichkeit, die andere Kulturen respektiere, aber die „eigene“ pflege.

## Diskografie

### Mit Ancient Rites
- siehe Ancient Rites#Diskografie

### Mit Danse Macabre
- Totentanz (1998)
- Eva (2002)

### Mit Iron Clad
- Lost in a Dream (2002)
- For Folk and Land/Fortress Europe (Split-CD mit Lion’s Pride, 2006)

### Mit Lion’s Pride
- Stand and Defend (2004)
- Fortress Europe/For Folk and Land (Split-CD mit Iron Clad, 2006)
- Rock voor Dietsland (Split-CD mit Brigade M, 2006)
- Vlaanderen (MCD, 2013)

### Gastauftritte
- Thou Art Lord: Eosforos (1994)